# ババ・ディアワラ
パパ・ババカル・ディアワラ（Papa Babacar 'Baba' Diawara、1988年1月5日 - ）は、セネガル・ダカール出身のサッカー選手。ポジションはFW。

## 経歴

### CSマリティモ
セネガル・プレミアリーグのASCジャンヌ・ダルクでプレーしていたが、19歳でポルトガルのCSマリティモに移籍し、Bチームに所属した。翌シーズンにトップチーム登録されるとさっそく10ゴールを決めた。その後のシーズンも安定してゴールを重ね、複数のクラブが関心を示す。2011-12シーズンは前半戦だけで15試合に出場して10得点し、年越しの段階で得点ランキング2位につけていた。

### セビージャFC
2012年1月21日、スペイン・リーガ・エスパニョーラのセビージャFCが、その本拠地であるエスタディオ・ラモン・サンチェス・ピスフアンでディアワラのお披露目を行った。しかし、まだクラブ間で正式な合意に至っていなかったとしてCSマリティモが抗議し、より高額の移籍金を提示したASモナコとの交渉を再開した。1月22日、セビージャFCは移籍金の30%を即日支払うと約束してCSマリティモと合意に達し、ディアワラは正式にセビージャFCの一員となった。
2013年8月17日、ビセンテ・イボーラとのトレードでレバンテUDに期限付き移籍。
2014年9月1日、ヘタフェCFに期限付き移籍することが決定した。

## 所属クラブ
- 2006-2007  ASCジャンヌ・ダルク（フランス語版）
- 2007-2008  CSマリティモB
- 2008-2012.1  CSマリティモ
- 2012.1-2015  セビージャFC

→2013-2014  レバンテUD (loan)
→2014-2015  ヘタフェCF (loan)
- 2015-2016  CSマリティモ
- 2017-  アデレード・ユナイテッド